# Désiré Segbe Azankpo
Désiré Segbe Azankpo, né le 6 mai 1993 à Allahé au Bénin, est un footballeur international franco-béninois qui joue au poste d'attaquant à l'AS Cannes.
Formé à la Bénin Foot Académie puis au Génération Foot Dakar, il rejoint ensuite le FC Metz puis évolue à l'AS Jeunesse d'Esch avant de retrouver la France au Puy Foot, l'AS Pagny sur Moselle et le SAS Football Épinal. À l'issue d'une belle saison à Épinal il quitte la France pour relever un nouveau défi en Slovaquie avec le FK Senica.
International béninois, il dispute en 2014 des matchs de qualification à la Coupe d'Afrique des nations 2015. Il est appelé en 2018 pour défendre les couleurs de son pays pour les matchs de qualification de la Coupe d'Afrique des Nations 2019 en Égypte. À l'issue de ces matchs le Bénin sera qualifié.

## Biographie

### Jeunesse et premier contrat professionnel au FC Metz

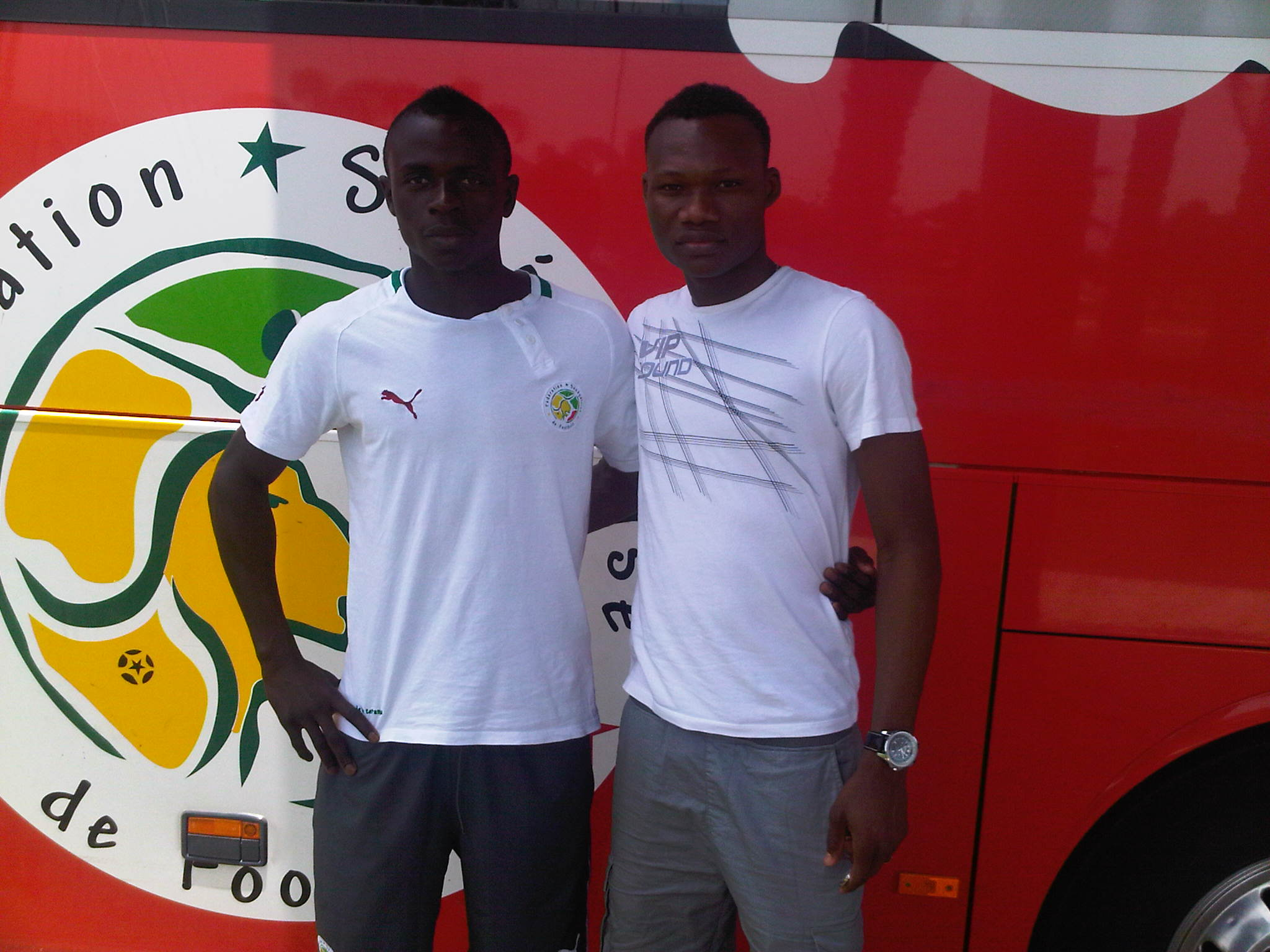
Désiré Segbe Azankpo et Sadio Mané au centre de formation Génération Foot de Dakar

Désiré  Segbe Azankpo joue au centre de formation Bénin Foot académie où il est repéré en 2009 par un recruteur du FC Metz qui lui fait intégrer le centre de formation du FC Metz au Sénégal (génération foot de Dakar).

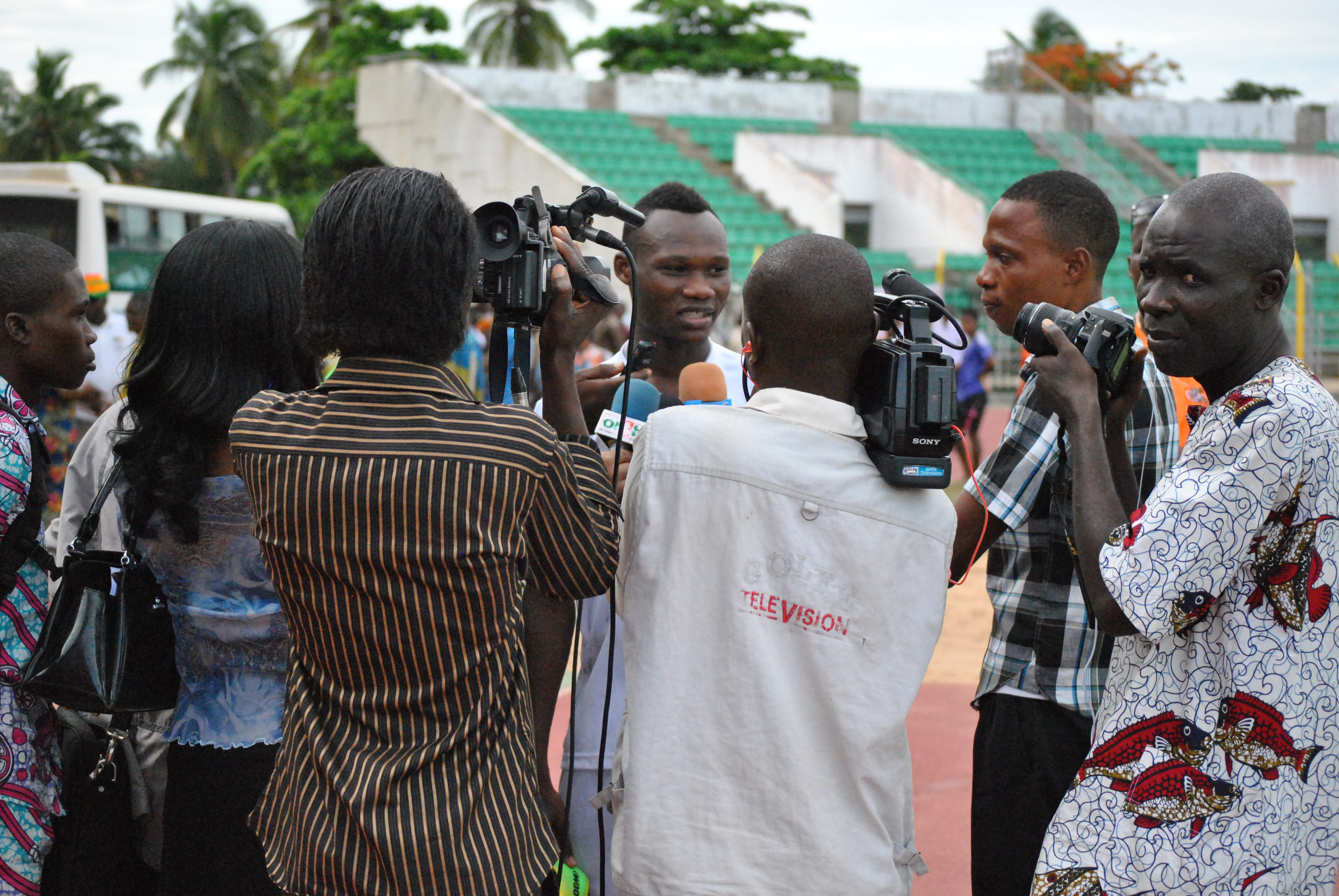
Désiré Segbe Azankpo en interview au Bénin lors des matchs de qualification pour la CAN 2015

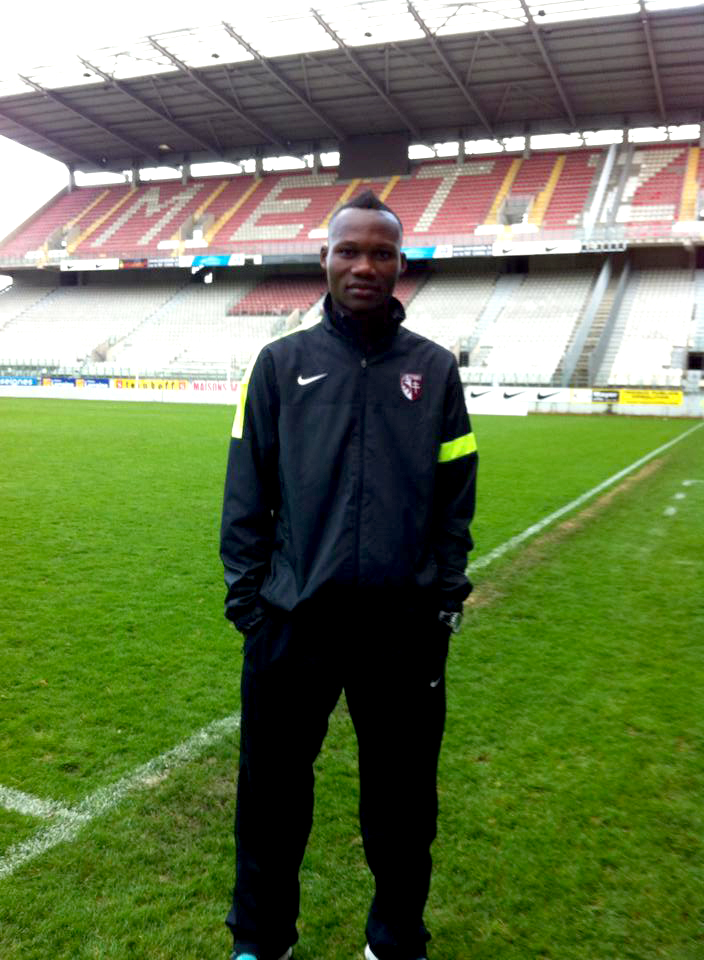
Désiré Segbe Azankpo attaquant au FC Metz

Désiré Segbe Azankpo arrive au centre de formation Génération foot de Dakar en 2010. Il y joue en National 1 (saison 2009-2010) et monte , avec son équipe, en Ligue 2 professionnelle la saison suivante (saison 2010-2011). Il termine meilleur buteur de son équipe en 2011[réf. nécessaire]. Au Sénégal  il joue aux côtés de Sadio Mané, Diafra Sakho, Mayaro Ndoye, Abdalah Ndour...
Désiré Segbe Azankpo arrive en France, au FC Metz, en octobre 2011. Il commence à jouer avec les moins de 19 ans de l'entraîneur Olivier Perrin. L’année suivante, il joue avec l’équipe réserve du FC Metz en CFA, et il est appelé quelquefois avec l’équipe première par Albert Cartier. Il signe son contrat professionnel à l'issue de son contrat stagiaire de deux ans.        

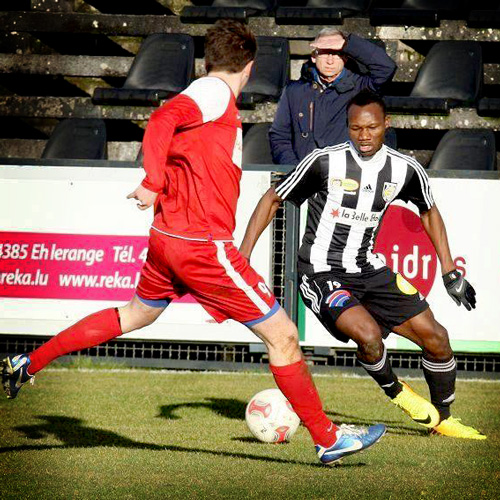
Désiré Segbe Azankpo attaquant à la Jeunesse d'Esch

### L'expérience luxembourgeoise à la Jeunesse d'Esch
Désiré Segbe Azankpo quitte le FC Metz en janvier 2014 par manque de temps de jeu. Il intègre alors l'équipe luxembourgeoise de la Jeunesse d'Esch de l'entraîneur Dan Theis qui évolue en première division luxembourgeoise. In inscrit six buts en onze matchs et son équipe se qualifie pour la ligue Europa 2014-2015 .  Il est nommé à plusieurs reprises homme du match,,,,.

### Retour en France
Désiré Segbe Azankpo retourne jouer en France, dans le club du Puy Foot 43 Auvergne  en septembre 2014, à son retour de sélection nationale,. 
Au terme de sa première saison, Le Puy Foot 43 Auvergne monte en CFA, une première depuis 1991, et finit champion de sa poule,. Désiré Segbe Azankpo finit deuxième meilleur buteur de son groupe avec de belles performances (un doublé en moins d'une minute en championnat),.
Désiré Segbe Azankpo rejoint en juillet 2015 le Club de l'AS Pagny sur Moselle qui évolue en CFA2. Le joueur sollicité par plusieurs clubs de CFA, de National mais aussi par des clubs étrangers  confiera a plusieurs reprises avoir fait un choix de cœur pour revenir près du club qui l'a formé. Avec l'AS Pagny sur Moselle il affrontera Sochaux (L2) en 32e de finale de Coupe de France et il gagnera la coupe de lorraine à la fin de la saison 2015-2016. Malgré un transfert avorté vers Strasbourg en janvier Désiré Sègbè Azankpo apparaît dans l'équipe type du championnat sur le site Foot National au terme d'une belle saison.
En août 2017 il rejoint le SAS Football Épinal où il marquera l'histoire du club dès sa deuxième titularisation ( US Raon 2-4 SAS Epinal) en inscrivant un quadruplé lors du derby des Vosges,,. (vidéo des buts :) . Il récidiva quelques matchs après en Offrant la victoire a son équipe du SAS Epinal lors de leur rencontre face à la réserve de l'OL leader invaincu depuis 6 journées. 
Désiré Segbe Azankpo fait un très beau parcours en coupe de France cette saison là avec 5 Buts en 4 matchs. il offre la qualification en 16e de finale à son club du SAS Epinal à quelques secondes avant le coup de sifflet final,,,,. Cette qualification lui permettra de jouer les 16e de finale de coupe de France contre L'olympique de Marseille.

### La ligue 1 étrangère
En 2018, Désiré Segbe Azankpo rejoint le FK Senica, club de ligue 1 Slovaque. Durant cette saison Désiré Segbe Azankpo et ses coéquipiers du FK Senica iront jusqu'en demi finale de la coupe de Slovaquie.

### Angleterre
Le 23 juillet 2019, il rejoint Oldham Athletic

### Carrière en sélection nationale du Bénin

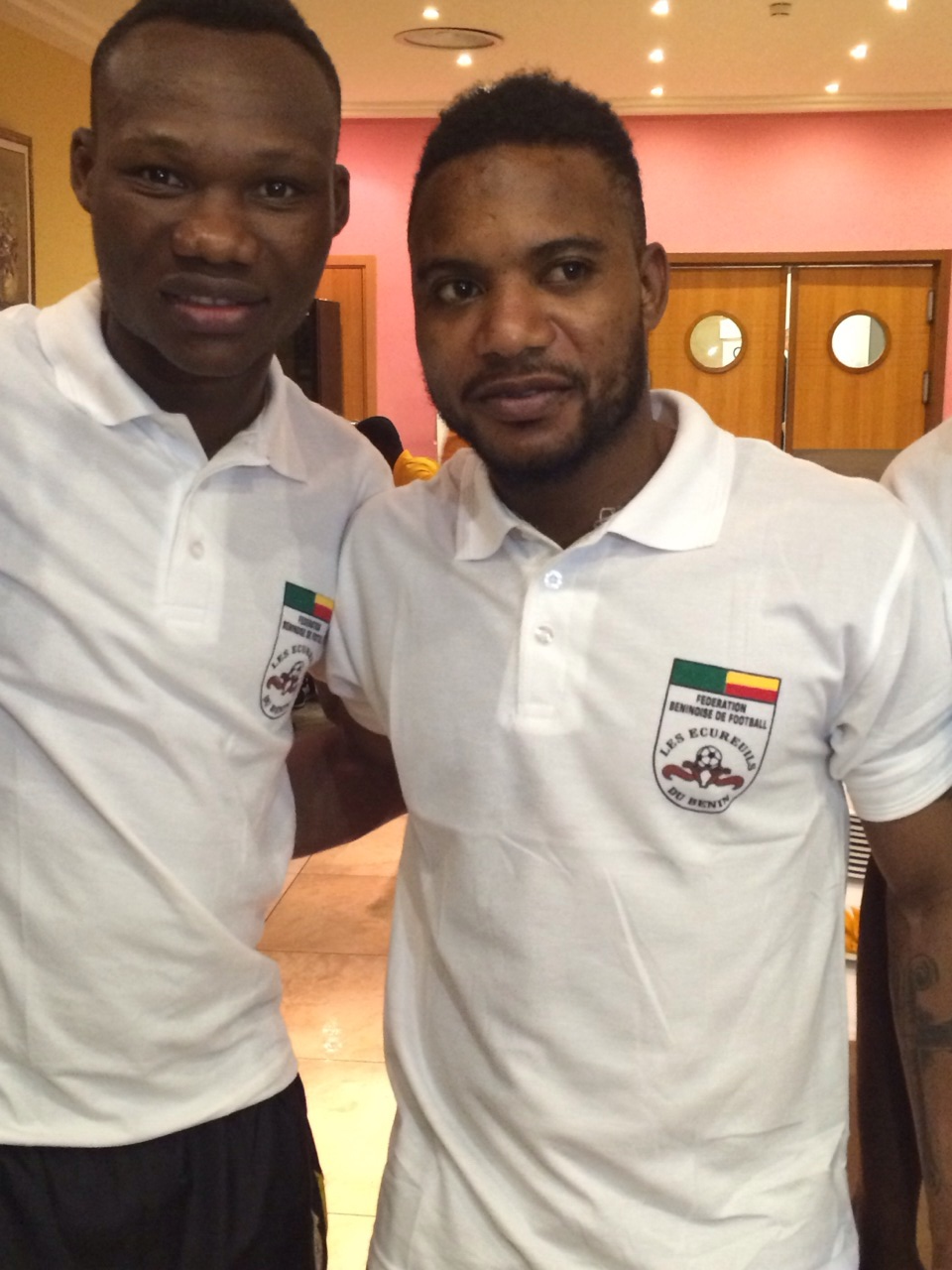
Désiré Segbe Azankpo et Stéphane Sessegnon en sélection nationale du Bénin en 2014

Désiré Segbe Azankpo est appelé pour la première fois en équipe nationale par Didier Ollé-Nicolle en 2014, à l’occasion des matchs de qualification de la Coupe d’Afrique des nations 2015.
contre l'équipe de Sao Tomé et Principe le 17 mai 2014 à Sao Tomé et Principe, et le 1er juin 2014 au Bénin à Porto-Novo. Il est également appelé le 20 juillet 2014 pour jouer à Cotonou (stade de l'amitié) contre le Malawi. Le match retour sera joué à Blantyre au Malawi le 2 août 2014. Malheureusement, le Bénin ne parviendra pas à se qualifier pour la CAN 2015 qui se déroule en Guinée équatoriale (compétition initialement prévue au Maroc).
En 2018, Michel Dussuyer rappelle Désiré Segbe Azankpo pour les matchs de qualification de la Coupe d'Afrique des Nation de 2019. Il entrera en jeu contre le Togo à Lomé le 09 septembre 2018. Il participera aussi a la double confrontation contre l'Algérie d'abord a Blida le 12 octobre 2018 (0-2) puis a Cotonou le 16 octobre 2018 où il fut un artisan de la victoire (1-0) . Le match en Gambie le 17 novembre 2018 ne permis pas a Désiré Segbe Azankpo et ses coéquipiers d'obtenir la qualification a la CAN (3-1). Mais grâce à un succès contre le Togo le 24 Mars 2019 le Bénin se qualifie pour la CAN 2019 en Égypte.

## Statistiques
Statistiques de carrière au 02/02/2018:
| Saison    | Club                           | Division            | Championnat | Championnat | Championnat | Coupe | Coupe | Coupe | Bénin | Bénin | Bénin | Bénin |
| Saison    | Club                           | Division            | M           | B           | Pd          | M     | B     | Pd    | M     | B     | Pd    |       |
| --------- | ------------------------------ | ------------------- | ----------- | ----------- | ----------- | ----- | ----- | ----- | ----- | ----- | ----- | ----- |
| 2018-2019 | FK Senica                      | ligue 1 (Slovaquie) | 13 (2)      | 3           | 1           | 2     | 2     | 1     | (4)   |       |       |       |
| 2017-2018 | SAS Épinal                     | National 2          | 17 (3)      | 10          | 3           | 3 (2) | 5     | 0     | -     | -     | -     |       |
| 2016-2017 | AS Pagny                       | CFA2                | 1           | 1           | 2           | 1     | 0     | 0     | -     | -     | -     |       |
| 2015-2016 | AS Pagny                       | CFA2                | 17          | 11          | 5           | 6     | 4     | 2     | -     | -     | -     |       |
| 2014-2015 | Le Puy Foot                    | CFA2                | 12 (7)      | 7           | 2           | 2 (1) | 3     | -     | -     | -     | -     |       |
| 2014      | La Jeunesse d'Esch             | BGL Ligue           | 11          | 6           | -           | -     | -     | -     | 1(1)  | -     | -     |       |
| 2013      | FC Metz                        | CFA2                | 7           | 1           | -           | -     | -     | -     | -     | -     | -     |       |
| 2012-2013 | FC Metz                        | CFA                 | -           | -           | -           | -     | -     | -     | -     | -     | -     |       |
| 2011-2012 | FC Metz                        | U19                 | -           | -           | -           | -     | -     | -     | -     | -     | -     |       |
| -         | AS Génération Foot (formation) | -                   | -           | -           | -           | -     | -     | -     | -     | -     | -     |       |
| -         | Bénin Foot académie            | -                   | -           | -           | -           | -     | -     | -     | -     | -     | -     |       |